# مومو سانسانه
مومو سانسانه (انگلیسی: Momo Yansané؛ زادهٔ ۲۹ ژوئیهٔ ۱۹۹۷) بازیکن فوتبال اهل گینه است.
از باشگاه‌هایی که در آن بازی کرده است می‌توان به باشگاه فوتبال رییکا، باشگاه فوتبال نیژنی نووگورود، باشگاه فوتبال شریف تیراسپول، و باشگاه فوتبال الفتح اشاره کرد.
وی همچنین در تیم‌های ملی فوتبال زیر ۲۰ سال گینه و گینه بازی کرده است.